# Martin Evans
Martin John Evans (Stroud, Inglaterra, 1 de enero de 1941) genetista y bioquímico británico, galardonado con el Premio Nobel de Medicina o Fisiología en 2007.

## Biografía
Nació el 1 de enero de 1941 en la localidad de Stroud, población situada en el condado de Gloucestershire. Estudió Bioquímica en la Universidad de Cambridge, en la que se licenció en 1963, y en 1969 obtuvo el doctorado en la Universidad de Londres. Interesado en la docencia, ha sido profesor de anatomía y embriología en la Universidad de Londres entre 1978 y 1980, de genética en la de Cambridge hasta 1999, y desde entonces en la Universidad de Cardiff.
Miembro de la Royal Society de Londres desde el 11 de marzo de 1993, en 2004 fue nombrado Caballero de la Orden del Imperio Británico con el título de Sir.

## Carrera científica
Especializado en genética, en 1981 descubrió el estado embrionario de las células madre, e igualmente realizó diversas técnicas de modificación genética en animales, especialmente en ratones.
En 2007 fue galardonado con el Premio Nobel de Medicina o Fisiología, junto con Mario Capecchi y Oliver Smithies, «por sus trabajos sobre células madre y manipulación genética en modelos animales».

## Premios y reconocimientos
- 11 de marzo de 1993, Miembro de la Royal Society.
- 1998, Founder Fellow de la Academy of Medical Sciences.
- 3 de mayo de 1999, la organización estadounidense March of Dimes le confiere su primo anual en biología del desarrollo por la investigación sobre el crecimiento de los embriones junto al profesor Richard L. Gardner de la Universidad de Oxford.[3]
- 2001, Premio Lasker, junto a Mario Capecchi a Oliver Smithies.[4]
- 2002, doctor honoris causa por la Mount Sinai School of Medicine, Nueva York, EE. UU..
- 1 de enero de 2004, es nombrado caballero por la Reina de Inglaterra por su servicio a la ciencia médica.[5]
- 19 de julio de 2005, doctor honoris causa por la Universidad de Bath, Inglaterra.[6]
- 8 de octubre de 2007, Premio Nobel de medicina, junto a Mario Capecchi y Oliver Smithies.